# Rothschildia maurusius
Rothschildia maurusius är en fjärilsart som beskrevs av Schreiter 1925. Rothschildia maurusius ingår i släktet Rothschildia och familjen påfågelsspinnare. Inga underarter finns listade.